# 浜松市立追分小学校
浜松市立追分小学校（はままつしりつ おいわけしょうがっこう）は、静岡県浜松市中央区布橋一丁目にある公立小学校。

## 沿革
- 1925年（大正14年）4月 - 浜松北尋常小学校分教場から追分小学校として独立
- 1941年（昭和16年）3月 - 浜松市追分国民学校と改称
- 1947年（昭和22年）6月 - 浜松市立追分小学校と改称
- 1978年 (昭和53年) 3月 - 開校時からの木造南校舎を閉鎖して解体、鉄筋コンクリートの校舎へ建て替え

沿革は、以下を参照。https://www.city.hamamatsu-szo.ed.jp/oiwake-e/about/history/

## 学区
同じ学区内でも地域によって進学先の中学が異なる珍しい地区である。
- 城北一丁目・城北二丁目・城北三丁目・布橋一丁目・布橋二丁目・布橋三丁目（11番～15番を除く）・文丘町・和地山一丁目（1番～2番）
  - 以上の地域は浜松市立北部中学校の学区。
- 鹿谷町（旧亀山町・旧松城町を除く）
  - 以上の地域は浜松市立蜆塚中学校の学区である。

## 進学先中学校
- 中学の通学区域は、静岡大学教育学部附属浜松中学校と浜松市立北部中学校と浜松市立蜆塚中学校である。

## 主な出身者
- 上原あずみ（元歌手、元作詞家、元AV女優）
- 上原ひろみ (音楽家、ピアニスト）
- 長谷晴久 (元オートレース選手）

## 主な周辺施設
- 静岡大学
- 浜松学院大学
- 静岡県立浜松北高等学校
- 上池自動車学校

## 交通
- 遠州鉄道鉄道線遠州病院駅下車　徒歩20分
- 遠鉄バス48和合西山線（下池川町経由）「追分小学校」停留所から徒歩約2分

## 関連事項
- 静岡県小学校一覧